# (4083) Jody
(4083) Jody est un astéroïde de la ceinture principale.

## Description
(4083) Jody est un astéroïde de la ceinture principale. Il fut découvert le 12 février 1985 à l'Observatoire Palomar par Carolyn S. Shoemaker. Il présente une orbite caractérisée par un demi-grand axe de 2,60 UA, une excentricité de 0,20 et une inclinaison de 12,8° par rapport à l'écliptique.

## Compléments